# NGC 1648
NGC 1648 is een lensvormig sterrenstelsel in het sterrenbeeld Eridanus. Het hemelobject werd op 29 december 1885 ontdekt door de Amerikaanse astronoom Lewis A. Swift.

## Synoniemen
- PGC 15920
- PGC 15886
- MCG -1-13-4
- Z 0441.2-0834
- NPM1G -08.0183